# وداع يورتسيفير
وداع يورتسيفر (1969-) هي ممثلة ومسرحية تركية.

## السيرة الشخصية

### الحياة المهنية
ولدت وداع يورتسيفير في بينغول في 23 يناير 1969، ترعرت هناك لفترة من الوقت ثم قضت سنواتها الأخيرة بين اسطنبول وديار بكر .  درست في قسم مسرح المعهد الموسيقي الحكومي بجامعة الأناضول في إسكي شهير. 
وعلى الرغم من عدم موافقة عائلتها، إلا أنها لم تتخل عن قرارها بأن تصبح ممثلة. عندما فازت بمنصب على مستوى المسرح الحكومي في ديار بكر، شاركت في العديد من المسرحيات التي عُرضت هناك كذلك في مسرحي إسطنبول وأنقرة الحكوميين ، وعملت كمساعد مخرج في مسرح إسطنبول . و أعطت تعليمًا مسرحيًا في قسم المسرح الموسيقي بمركز موجدات جيزن للفنون . 

### الحياة الشخصية
تزوجت من الممثل الكوميدي ماهر إيبك عام 1998، وانفصلا عام 2018، وأنجبا طفلة اسمها سوز من هذا الزواج. 

## الجوائز
| سنة  | حفل توزيع الجوائز   | فئة         | مشروع        | مصدر | خاتمة |
| ---- | ------------------- | ----------- | ------------ | --- | ----- |
| 2016 | جوائز مسرح الروتاري | فنانة العام | الجزء الثاني | style="background: #99FF99; color: black; vertical-align: middle; text-align: center; " class="yes table-yes2"\|فوز |       |

## وصلات
1. 1 2  "Veda Yurtsever kimdir?". star.com.tr. 29 Kasım 2018. مؤرشف من الأصل في 29 Kasım 2018. اطلع عليه بتاريخ 5 Eylül 2022. {{استشهاد بخبر}}: تحقق من التاريخ في: |تاريخ-الوصول=، |تاريخ=، و|تاريخ أرشيف= (مساعدة)
2. ↑  "Veda Yurtsever: Rüçhan gibi kontrol manyağıyım". hurriyet.com.tr. 5 Nisan 2022. مؤرشف من الأصل في 5 Nisan 2022. اطلع عليه بتاريخ 13 Kasım 2022. {{استشهاد بخبر}}: تحقق من التاريخ في: |تاريخ-الوصول=، |تاريخ=، و|تاريخ أرشيف= (مساعدة)
3. ↑  "Veda Yurtsever". biliyo.org. 23 Haziran 2022. مؤرشف من الأصل في 24 Haziran 2022. اطلع عليه بتاريخ 23 Haziran 2022. {{استشهاد ويب}}: تحقق من التاريخ في: |تاريخ-الوصول=، |تاريخ=، و|تاريخ-الأرشيف= (مساعدة)
4. "2015-2016 ROTARY TİYATRO ÖDÜLLERİ". dirensanat.com. 5 Nisan 2016. مؤرشف من الأصل في 13 Kasım 2022. اطلع عليه بتاريخ 13 Kasım 2022. {{استشهاد ويب}}: تحقق من التاريخ في: |تاريخ-الوصول=، |تاريخ=، و|تاريخ-الأرشيف= (مساعدة)

## روابط خارجية
- وداع يورتسيفير في قاعدة بيانات الأفلام على الإنترنت
- Sinemalar.com'da Veda Yurtsever
- Tiyatrolar.com.tr'de Veda Yurtsever
- وداع يورتسيفير على إنستغرام